# Даниловка (Тамбовская область)
Дани́ловка — деревня в Знаменском районе Тамбовской области России. Входит в состав Воронцовского сельсовета.

## География
Деревня находится в центральной части Тамбовской области, в лесостепной зоне, на берегах реки Липовица, на расстоянии примерно 10 км (по прямой) к северо-западу от Знаменки, административного центра района. Абсолютная высота — 124 м над уровнем моря.

### Климат
Климат характеризуется как умеренно континентальный, относительно сухой, с тёплым летом и холодной продолжительной зимой. Среднегодовое количество осадков составляет около 550 мм, из которых большая часть выпадает в тёплый период. Снежный покров устанавливается в середине декабря и держится в течение 138 дней.

### Часовой пояс
Деревня Даниловка, как и вся Тамбовская область, находится в часовой зоне МСК (московское время). Смещение применяемого времени относительно UTC составляет +3:00.

## Население
| 2010 |
| ---- |
| 229  |

### Половой состав
По данным Всероссийской переписи населения 2010 года, в гендерной структуре населения мужчины составляли 46,7 %, женщины — соответственно 53,3 %.

### Национальный состав
Согласно результатам переписи 2002 года, в национальной структуре населения русские составляли 96 % из 223 чел.